# Saint-Eugène (Charente-Maritime)
Saint-Eugène is een gemeente in het Franse departement Charente-Maritime (regio Nouvelle-Aquitaine) en telt 292 inwoners (1999). De plaats maakt deel uit van het arrondissement Jonzac.

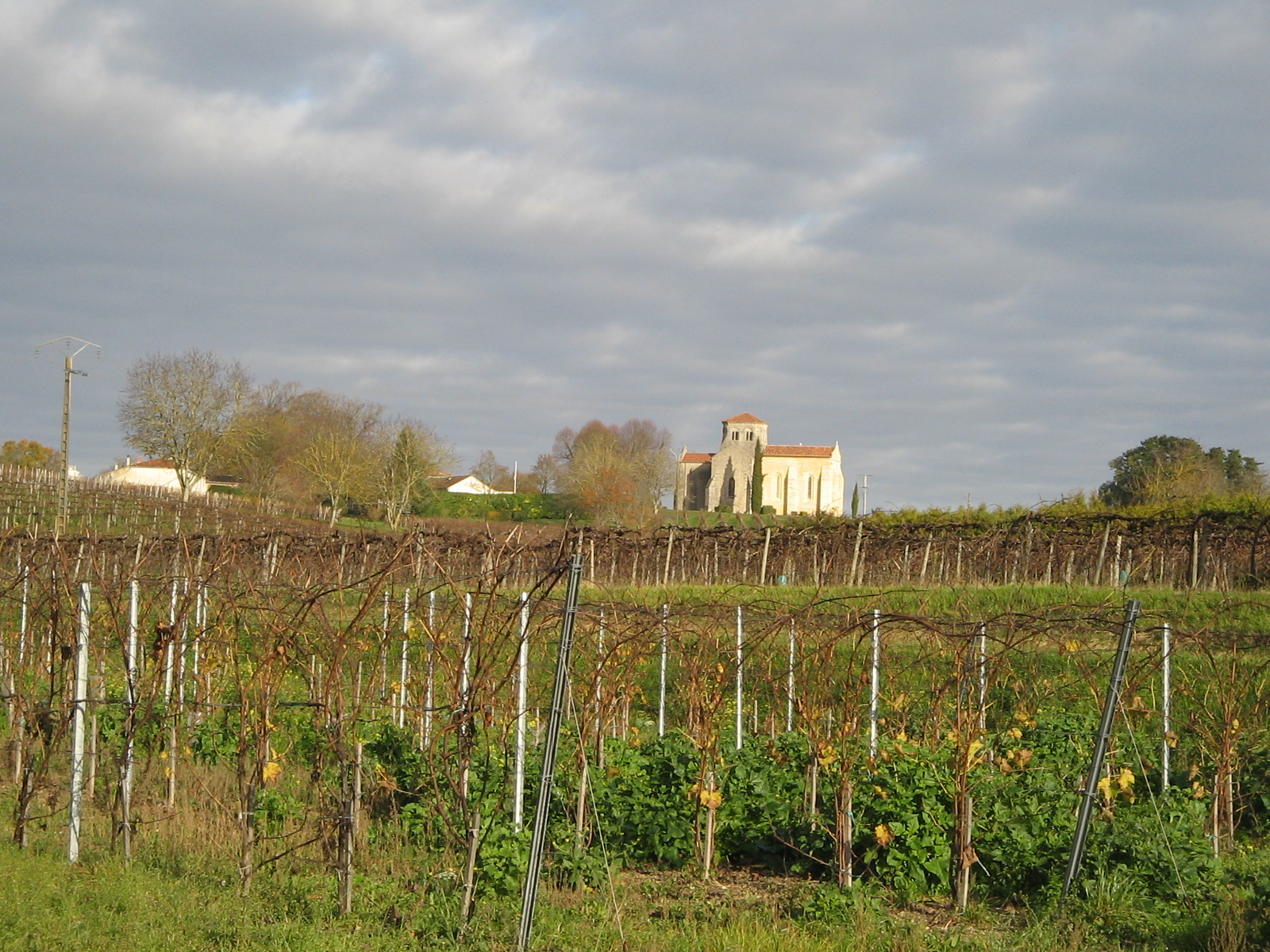
Saint-Eugène
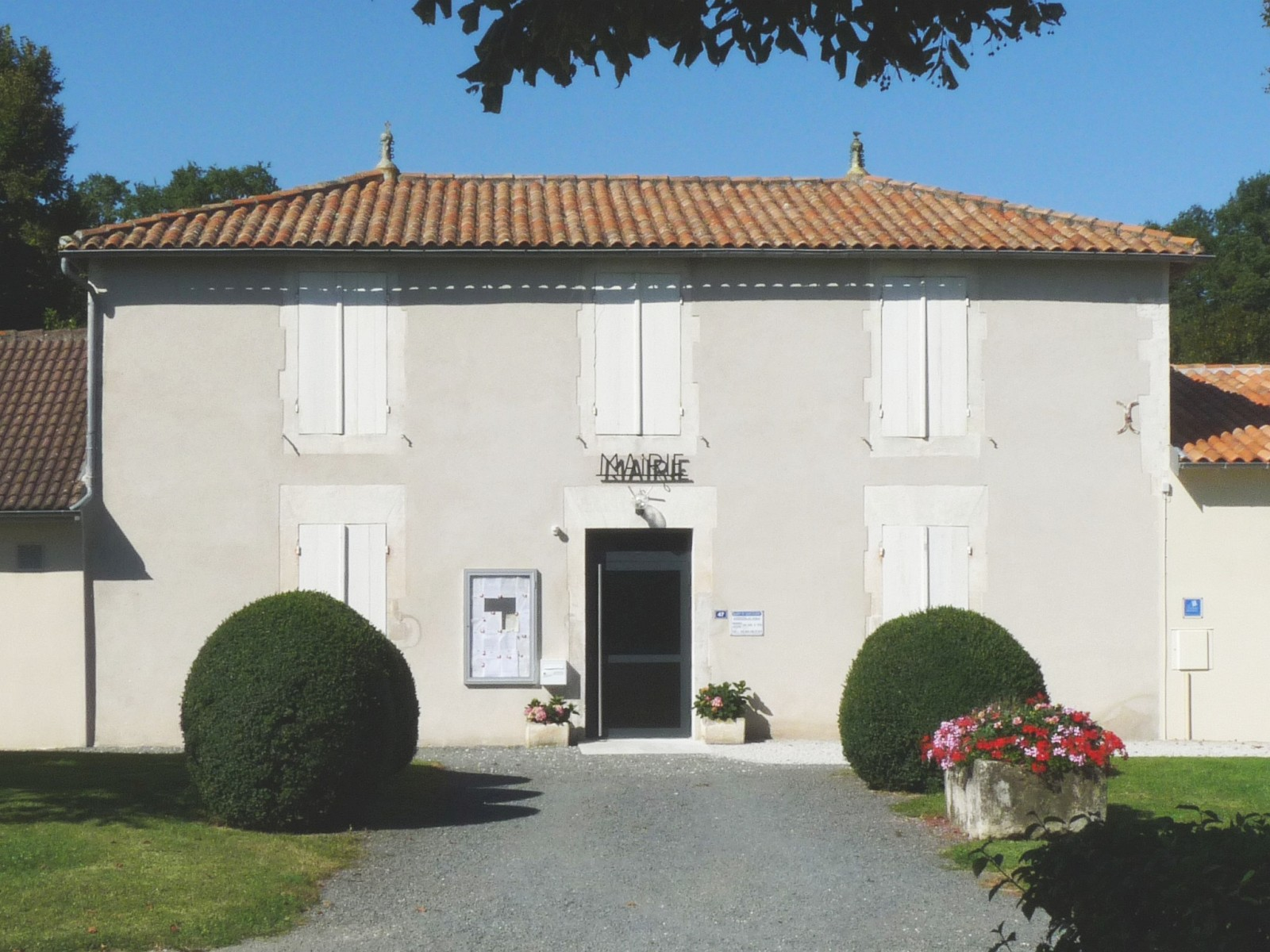
Gemeentehuis

## Geografie
De oppervlakte van Saint-Eugène bedraagt 16,8 km², de bevolkingsdichtheid is 17,4 inwoners per km².
De onderstaande kaart toont de ligging van Saint-Eugène (Charente-Maritime) met de belangrijkste infrastructuur en aangrenzende gemeenten.

## Demografie
Onderstaande figuur toont het verloop van het inwonertal (bron: INSEE-tellingen).